# El Ksour (délégation)
El Ksour est une délégation tunisienne dépendant du gouvernorat du Kef.
En 2004, elle compte 17 100 habitants dont 8 606 hommes et 8 494 femmes répartis dans 3 451 ménages et 3 589 logements.